# پوزیشن کناری

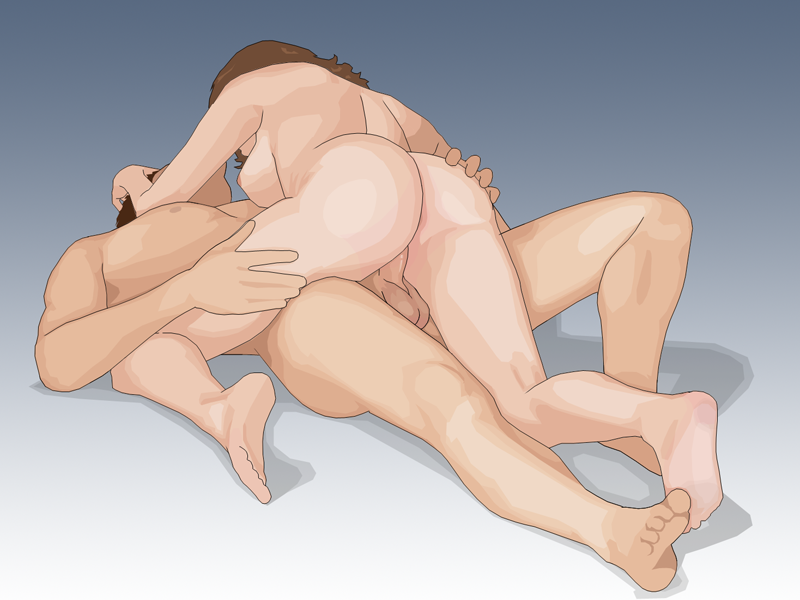
مقاربت به روش کناری

قرارگیری یک‌سویه یا آمیزش جنسی به روش کناری (انگلیسی: Lateral coital position) یک از روش‌های مقاربت جنسی است که توسط مسترز و جانسون در کتاب «واکنش جنسی انسان» توصیف شده‌است. این نوع از روش مقاربت، توسط ۷۵٪ پاسخ دهندگان دگر جنسگرا حداقل یک بار تجربه شده بود. با توجه به نحوه و حالت قرار گرفتن در این شیوه زن که در رو قرار گرفته‌است فعال اصلی است و در عوض با قرار گرفتن دست‌های مرد بر روی باسن و پشت ران‌ها اثر لذت بخشی برای زن مضاعف می‌گردد. روش این پوزیشن اینطور است که مرد ، آلت تناسلی خود را وارد واژن زن می کند  و برخی در این هنگام ، لب گیری هم می کنند .